# Igor Petrov
Igor Petrov (* 7. května 1959 Český Těšín) je český politik, v letech 2004 až 2010 senátor za obvod č. 73 – Frýdek-Místek, bývalý zastupitel Moravskoslezského kraje, v letech 1996 až 2006 starosta města Třince.

## Vzdělání, profese a rodina
Po maturitě na SPŠ automobilové v Bruntále vystudoval Fakultu výrobně-ekonomickou (Katedra dopravy a spojů) na VŠE v Praze.
Po promoci v roce 1982 nastoupil do ČSAD Frýdek-Místek, kde působil až do roku 1994 a vypracoval se z řidiče nákladní dopravy, přes vedoucího provozu a ředitele divize až k postu generálního ředitele firmy. Byl a je členem dozorčích rad nebo jednatelem několika soukromých firem.
Je rozvedený, má syny Jakuba (* 1987) a Sebastiána (* 2007).

## Politická kariéra
V letech 2003 až 2006 byl předsedou strany SNK sdružení nezávislých, která se později transformovala v SNK-ED. Od roku 1994 byl členem zastupitelstva města Třince. V komunálních volbách 2010 již svůj mandát městského zastupitele neobhajoval. V letech 1994 až 1996 působil v Radě města. V letech 1996 až 2006 byl starostou tohoto města. V letech 2000 až 2004 byl zastupitelem Moravskoslezského kraje za SNK sdružení nezávislých. V krajských volbách 2008 neúspěšně kandidoval do krajského zastupitelstva jako lídr kandidátky Osobnosti kraje.
V roce 2004 byl zvolen senátorem Parlamentu České republiky za obvod č. 73 – Frýdek-Místek, když po prvním kole vedl nad tehdejším senátorem Emilem Škrabišem z KDU-ČSL v poměru 23,54 % ku 18,64 % hlasů. Ve druhém kole Petrov potvrdil svou silnější pozici a získal mandát člena horní komory se ziskem 59,55 % hlasů. V senátu pracoval jako místopředseda Výboru pro hospodářství, zemědělství a dopravu. Byl členem senátorského klubu TOP 09 a Starostové.
Ve volbách do Senátu PČR v roce 2010 svůj mandát senátora neobhájil, když kandidoval jako nestraník za STAN na společné kandidátce TOP 09 a hnutí STAN. Získal 10,85 % hlasů a obsadil až 4. místo.